# Jang Kal
Jang Kal (kor. 장칼) (* um 1875) gilt als einer der bekanntesten koreanischen Taekgyeon-Meister seiner Zeit. Jang Kal bedeutet „langes Schwert“. Dies war sein Kampfname, der bis heute von Taekkyon-Spielern benutzt wird. Sein bürgerlicher Name ist ebenso wie sein genaues Geburtsdatum unbekannt.
Jang Kal wurde gegen Ende der Joseon-Dynastie geboren und wohnte im Seouler Kommunalbezirk Nusang-dong (누상동). Mit dem etwa gleichaltrigen Gelehrten Im Ho, der ebenfalls zu den besten Meistern dieser Kampfkunst zählte, war er befreundet. Im Ho und dessen Schüler Song Dok-ki wohnten im angrenzenden Kommunalbezirk Sajik-dong (사직동, früher Sajik-gol 사직골). Beide Kommunalbezirke sind in der Nähe des Königspalastes Gyeongbokgung und des Berges Inwangsan gelegen, auf dem die Taekkyon-Spieler damals trainierten.
Meister Jang Kal hatte fünf Geschwister, die alle gut im Taekgyeon waren. Er, der Zweitgeborene, war sehr groß und hatte lange, starke Beine. Seine Spezialtechniken waren laut Song Dok-ki Balttagwi (발따귀, „Fussohrfeige“), Bokjang Jireugi (복장지르기, ein Tritt zum Bauch) und Gaseum Chigi (가슴치기, „Brustschlag“).
Taekgyeon ist seit 2011 als bislang einzige Kampfkunst der Welt offiziell ein Meisterwerk des mündlichen und immateriellen Erbes laut UNESCO. Aufgrund der japanischen Kolonialisierung Koreas (1910–1945) und des Koreakriegs (1950–1953) überlebten nur wenige Taekgyeon-Meister, die noch in der Joseon-Dynastie geboren wurden. Während der Kolonialzeit wurde Taekgyeon von den Fremdherrschern unterdrückt, worüber Jang Kal sehr verärgert gewesen sein soll. Es sind aufgrund all dessen nur wenige Taekgyeon-Meister aus dieser Epoche bekannt, weswegen das Wissen um Jang Kal im Sinne des Kulturerbegedankens einen kulturellen Erinnerungswert darstellt.